# Tainan City FC
Der Tainan City Football Club, aus Sponsorengründen auch als Tainan City TSG oder einfach nur als Taiwan Steel bekannt, ist ein Fußballverein aus Tainan in Taiwan. Aktuell spielt der Verein in der Taiwan Football Premier League, der höchsten Liga des Landes.

## Erfolge
- Taiwan Football Premier League: 2020, 2021, 2022, 2023, 2024

## Stadion
Der Verein trägt seine Heimspiele im Stadion auf dem Tainan Municipal Football Field in Tainan aus. Das Stadion hat ein Fassungsvermögen von 15.000 Personen.

## Trainerchronik
Stand: Mai 2022
| Trainer       | Nation | von            | bis |
| ------------- | ------ | -------------- | --- |
| Lo Chih-Tsung | Taiwan | 1. Januar 2020 |     |